# LACAB
LACAB (Les Ateliers Construction Aéronautiques Belges) was een Belgische vliegtuigbouwer opgericht in 1932 in het Belgische Haren.
Het bedrijf heeft slechts twee vliegtuigen voortgebracht. De T.7 was in 1932 ontworpen door LACAB, en gebouwd SABCA. Het vliegtuig was in competitie met de Stampe en Vertongen SV-5 voor een nieuw trainingsvliegtuig voor het Belgische leger. Men verloor deze competitie.
Ook het tweede vliegtuig, de GR.8, kwam niet verder dan één prototype. Deze ene bommenwerper werd uiteindelijk wel gekocht door het Belgische leger, maar werd nooit in actieve dienst gebruikt en stortte in 1938 neer in Evere. Vervolgens werd het vliegtuig toch weer opnieuw hersteld, en werd verkocht aan de Spaanse republikeinen. Maar kwam daar nooit aan. Het toestel werd uiteindelijk in 1940 door de Duitse invasiemacht aangetroffen in een hangar in Evere.

## Vliegtuigtypen
- T.7 (1934, trainer, eenmotorig propeller, dubbeldekker)
- GR.8"Doryphore" (1936, bommenwerper, tweemotorig (Gnôme-Rhône) propeller. dubbeldekker)